# Traitement des eaux usées industrielles
Le traitement des eaux usées industrielles décrit les procédés utilisés pour traiter les eaux usées produites par les industries en tant que sous-produits indésirables. Après traitement, les eaux usées industrielles (ou effluents) traitées peuvent être réutilisées ou rejetées dans un égout sanitaire ou une eau de surface dans l'environnement.
La plupart des industries produisent des eaux usées. Les tendances récentes ont été de minimiser une telle production ou de recycler les eaux usées traitées dans le processus de production.

## Sources d'eaux usées industrielles

### Fabrication de batteries
Les fabricants de batteries se spécialisent dans la fabrication de petits appareils pour l’électronique et les équipements portables (outils électriques, par exemple), ou de plus grandes unités de plus grande puissance pour voitures, camions et autres véhicules motorisés. Les polluants générés dans les usines de fabrication comprennent le cadmium, le chrome, le cobalt, le cuivre, le cyanure, le fer, le plomb, le manganèse, le mercure, le nickel, l’huile et la graisse, l’argent et le zinc.

### Fabrication de produits chimiques organiques
Les polluants spécifiques rejetés par les fabricants de produits chimiques organiques varient considérablement d'une usine à l'autre, selon les types de produits fabriqués, tels que les produits chimiques organiques en vrac, les résines, les pesticides, les plastiques ou les fibres synthétiques. Certains des composés organiques pouvant être rejetés sont le benzène, le chloroforme, le naphtalène, les phénols, le toluène et le chlorure de vinyle. La demande biochimique en oxygène (DBO), qui est une mesure brute d'une gamme de polluants organiques, peut être utilisée pour évaluer l'efficacité d'un système de traitement biologique des eaux usées et sert de paramètre réglementaire dans certains permis de rejet. Les rejets de polluants métalliques peuvent inclure le chrome, le cuivre, le plomb, le nickel et le zinc.

### Centrales électriques
Les centrales à combustibles fossiles (en), en particulier les centrales au charbon, constituent une source majeure d’eaux usées industrielles. Beaucoup de ces usines rejettent des eaux usées contenant des quantités importantes de métaux tels que le plomb, le mercure, le cadmium et le chrome, ainsi que des composés d'arsenic, de sélénium et d'azote (nitrates et nitrites). Les flux d'eaux usées comprennent la désulfuration des gaz de combustion, la cendre volante, les cendres résiduelles et le contrôle du mercure dans les gaz de combustion. Les usines avec des dispositifs antipollution tels que les épurateurs par voie humide (en) transfèrent généralement les polluants capturés dans le flux d'eaux usées.
Les bassins de cendres (Ash pond) (en), un type de retenue de surface, sont une technologie de traitement largement utilisée dans les centrales au charbon. Ces bassins utilisent la gravité pour décanter (en) les grosses particules (mesurées en tant que matières en suspension totales) des eaux usées de la centrale. Cette technologie ne traite pas les polluants dissous. Les centrales électriques utilisent des technologies supplémentaires pour contrôler les polluants, en fonction du flux de déchets particulier dans l’usine. Celles-ci comprennent la manutention des cendres sèches, le recyclage des cendres en boucle fermée, la précipitation chimique, le traitement biologique (tel qu'un procédé de boues activées), les systèmes membranaires et les systèmes d'évaporation-cristallisation. Les progrès technologiques dans le domaine des membranes échangeuses d'ions et des systèmes d'électrodialyse ont permis un traitement à haute efficacité des eaux usées de désulfuration des gaz de combustion afin de respecter les récentes limites de rejet de l'EPA. L'approche de traitement est similaire pour d'autres effluents industriels à forte échelle.

### Industrie alimentaire
Les eaux usées générées par les exploitations agricoles et alimentaires présentent des caractéristiques particulières qui les distinguent des eaux usées municipales communes gérées par les stations d'épuration publiques ou privées dans le monde: elles sont biodégradables et non toxiques, mais présentent une forte concentration de demande biochimique en oxygène (DBO) et matières en suspension (MES). Les composants des eaux usées alimentaires et agricoles sont souvent complexes à prévoir en raison des différences de DBO et de pH dans les effluents de légumes, de fruits et de produits carnés et du caractère saisonnier de la transformation et de la post-récolte des aliments.
La transformation des aliments à partir de matières premières nécessite de grandes quantités d’eau de haute qualité. Le lavage des légumes produit des eaux riches en particules et en matière organique dissoute. Il peut également contenir des tensioactifs.
L'abattage et le traitement des animaux produisent des déchets organiques très puissants provenant des fluides corporels, tels que le sang et le contenu des intestins. Ces eaux usées sont fréquemment contaminées par des niveaux importants d’antibiotiques et d’hormones de croissance provenant des animaux et par divers pesticides utilisés pour lutter contre les parasites externes.
La transformation des aliments destinés à la vente produit des déchets générés par la cuisson qui sont souvent riches en matières organiques végétales et peuvent également contenir du sel, des arômes, des matières colorantes et des acides ou des alcalis. Des quantités très importantes d'huile ou de graisses peuvent également être présentes.
Les activités de transformation des aliments telles que le nettoyage des installations, le transport des matériaux, la mise en bouteille et le lavage des produits créent des eaux usées. De nombreuses installations de transformation des aliments nécessitent un traitement sur place avant que les eaux usées opérationnelles puissent être appliquées sur les terres ou rejetées dans une voie navigable ou un réseau d'égouts. Des niveaux élevés de particules en suspension de particules organiques augmentent la demande biochimique en oxygène (DBO), ce qui peut entraîner des frais supplémentaires importants pour les égouts. La sédimentation, le criblage en coin (wedgewire screening) ou la filtration sur courroie rotative (rotating belt filtration - microfiltrage) sont des méthodes couramment utilisées pour réduire la charge de matières organiques en suspension avant le rejet.

### Industrie sidérurgique
La production de fer à partir de ses minerais implique de puissantes réactions de réduction dans les hauts fourneaux. Les eaux de refroidissement sont inévitablement contaminées par des produits, en particulier l'ammoniac et le cyanure. La production de coke à partir de charbon dans les cokeries nécessite également le refroidissement à l'eau et l'utilisation d'eau dans la séparation des sous-produits. La contamination des flux de déchets comprend des produits de gazéification tels que le benzène, le naphtalène, l'anthracène, le cyanure, l'ammoniac, les phénols et les crésols, ainsi qu'une gamme de composés organiques plus complexes connus sous le nom d'hydrocarbures aromatiques polycycliques (HAP).
La conversion du fer ou de l'acier en feuilles, fils ou barres nécessite des étapes de transformation mécanique à chaud et à froid, utilisant fréquemment de l'eau comme lubrifiant et liquide de refroidissement. Les contaminants comprennent les huiles hydrauliques, le suif et les particules solides. Le traitement final des produits sidérurgiques avant leur vente à la fabrication comprend le décapage dans un acide minéral fort pour éliminer la rouille et préparer la surface pour le placage d'étain ou de chrome ou pour d'autres traitements de surface tels que la galvanisation ou la peinture. Les deux acides couramment utilisés sont l'acide chlorhydrique et l'acide sulfurique. Les eaux usées comprennent les eaux de rinçage acides et les acides usés. Bien que de nombreuses usines exploitent des installations de récupération d'acide (en particulier celles utilisant de l'acide chlorhydrique), où l'acide minéral est éloigné des sels de fer, il reste un grand volume de sulfate ferreux ou de chlorure ferreux très acide à éliminer. De nombreuses eaux usées de l'industrie sidérurgique sont contaminées par de l'huile hydraulique, également appelée huile soluble.

### Mines et carrières

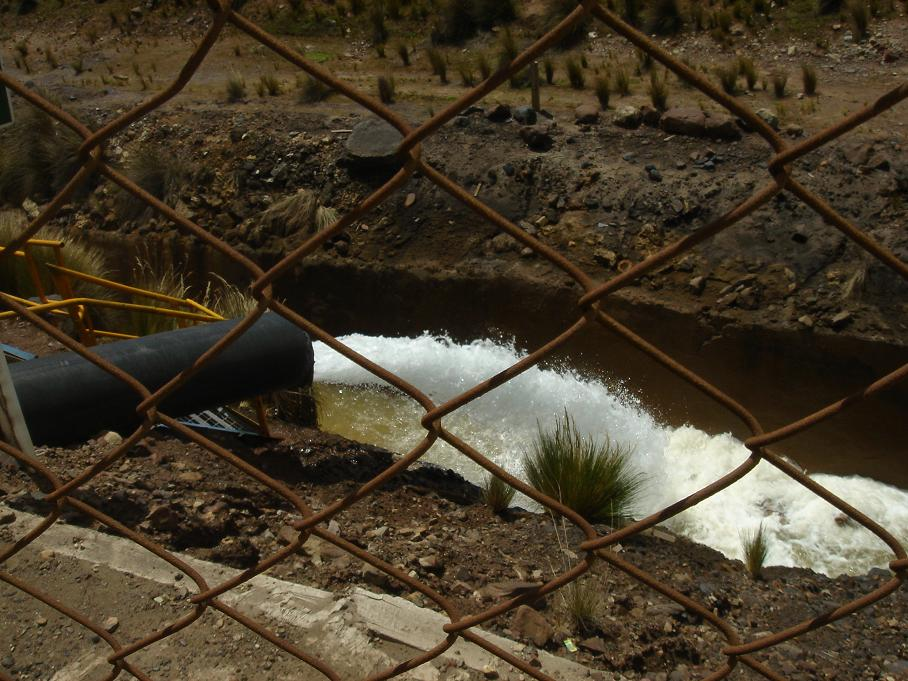
Les effluents d'eaux usées au Pérou, avec un pH neutralisé par les eaux de ruissellement.<

Les principales eaux usées associées aux mines et carrières sont des coulées de particules de roche dans l'eau. Celles-ci résultent de la pluie qui lave les surfaces et les pistes de transport exposées, ainsi que des processus de lavage et de nivellement des roches. Les volumes d'eau peuvent être très élevés, en particulier les précipitations liées à la pluie sur de grands sites. Certaines opérations de séparation spécialisées, telles que le lavage du charbon pour séparer le charbon de la roche d'origine en utilisant des gradients de densité, peuvent produire des eaux usées contaminées par de fines particules d'hématite et de tensioactifs. Les huiles et les huiles hydrauliques sont également des contaminants courants.
Les eaux usées provenant des mines de métaux et des usines de récupération du minerai sont inévitablement contaminées par les minéraux présents dans les formations rocheuses indigènes. Après broyage et extraction des matières désirables, des matières indésirables peuvent pénétrer dans le flux d'eaux usées. Pour les mines de métaux, cela peut inclure des métaux indésirables tels que le zinc et d'autres matériaux tels que l'arsenic. L'extraction de métaux de grande valeur tels que l'or et l'argent peut générer des boues visqueuses (slimes) contenant des particules très fines dans lesquelles l'élimination physique des contaminants devient particulièrement difficile.
De plus, les formations géologiques qui abritent des métaux économiquement précieux tels que le cuivre et l'or sont très souvent constituées de minerais de type sulfure. Le traitement consiste à broyer la roche en fines particules, puis à extraire le ou les métaux désirés, les restes de roche étant appelés résidus. Ces résidus contiennent une combinaison non seulement de métaux indésirables mais aussi de composants sulfurés qui finissent par former de l'acide sulfurique lors de l'exposition à l'air et à l'eau, qui se produit inévitablement lorsque les résidus sont éliminés dans de grands bassins. Le drainage minier acide qui en résulte, souvent riche en métaux lourds (car les acides dissolvent les métaux), est l'un des nombreux impacts environnementaux de l'exploitation minière.

### Industrie nucléaire
La production de déchets de l'industrie nucléaire et radio-chimique est traitée comme un déchet radioactif.

### Raffinage du pétrole et pétrochimie
Les polluants rejetés dans les raffineries de pétrole et les usines pétrochimiques comprennent les polluants classiques (demande biochimique en oxygène, huile et graisse, matières en suspension), l'ammoniac, le chrome, les phénols et les sulfures.

### Industrie des pâtes et papiers
Les effluents de l’industrie des pâtes et papiers sont généralement riches en matières en suspension et en DBO. Les plantes qui blanchissent la pâte de bois pour la fabrication du papier peuvent générer du chloroforme, des dioxines (y compris le 2,3,7,8-TCDD), des furannes, des phénols et une demande chimique en oxygène (DCO). Les papeteries autonomes utilisant de la pâte importée ne nécessitent qu'un traitement primaire simple, tel que la sédimentation ou la flottation à l'air dissous. Des charges accrues de DBO ou de DCO, ainsi que des polluants organiques, peuvent nécessiter un traitement biologique, tel que des boues activées ou le traitement sur lit de boue anaérobie à flux ascendant (en). Pour les usines ayant des charges inorganiques élevées telles que le sel, des traitements tertiaires peuvent être requis, soit des traitements membranaires généraux tels que l'ultrafiltration ou l'osmose inverse, soit des traitements pour éliminer des contaminants spécifiques, tels que des nutriments.

### Teinture textile
Les usines de teinture des textiles produisent des eaux usées contenant des colorants synthétiques et naturels, un épaississant de gomme (guar) et divers agents mouillants, des tampons de pH et des retardateurs de teinture ou des accélérateurs. Après traitement avec des floculants et des agents de décantation à base de polymères, les paramètres de surveillance typiques incluent la DBO, la DCO, la couleur (ADMI), le sulfure, l'huile et la graisse, le phénol, le TSS et les métaux lourds (chrome, zinc, plomb, cuivre).

### Contamination pétrolière industrielle
Les applications industrielles où le pétrole pénètre dans le flux d'eaux usées peuvent comprendre des baies de lavage de véhicules, des ateliers, des dépôts de stockage de carburant, des plates-formes de transport et la production d'électricité. Souvent, les eaux usées sont rejetées dans les égouts locaux ou les systèmes de déchets commerciaux et doivent répondre aux spécifications environnementales locales. Les contaminants typiques peuvent inclure des solvants, des détergents, du gravier. lubrifiants et hydrocarbures.<

### Traitement de l'eau
De nombreuses industries ont besoin de traiter l'eau pour obtenir une eau de très haute qualité pour des applications exigeantes telles que la synthèse chimique pure ou l'eau d'alimentation des chaudières. De nombreux traitements de l'eau produisent des boues organiques et minérales issues de la filtration et de la sédimentation. L'échange d'ions utilisant des résines naturelles ou synthétiques élimine les ions calcium, magnésium et carbonate de l'eau, en les remplaçant généralement par des ions sodium, chlorure, hydroxyle et/ou d'autres ions. La régénération des colonnes échangeuses d'ions avec des acides forts et des alcalis forts produit une eau usée riche en ions de dureté qui sont facilement précipités, en particulier lorsqu'ils sont mélangés à d'autres constituants des eaux usées.

### Préservation du bois
Les usines de préservation du bois génèrent des polluants classiques et toxiques, notamment de l'arsenic, de la DCO, du cuivre, du chrome, un pH anormalement élevé ou faible, des phénols, des huiles et des graisses et des solides en suspension.

### Traitement de la laine
Les résidus d'insecticides dans les toisons posent un problème particulier dans le traitement des eaux générées par le traitement de la laine. Les graisses animales peuvent être présentes dans les eaux usées, qui, si elles ne sont pas contaminées, peuvent être récupérées pour la production de suif ou autre rendu.

## Traitement des eaux usées industrielles
Les divers types de contamination des eaux usées nécessitent diverses stratégies pour éliminer la contamination,.

### Traitement de la saumure
Le traitement de la saumure consiste à éliminer les ions de sel dissous du flux de déchets. Bien qu'il existe des similitudes avec le dessalement de l'eau de mer ou de l'eau saumâtre, le traitement industriel de la saumure peut contenir des combinaisons uniques d'ions dissous, tels que des ions de dureté ou d'autres métaux, nécessitant des procédés et des équipements spécifiques.
Les systèmes de traitement de la saumure sont généralement optimisés pour réduire le volume de la décharge finale pour une élimination plus économique (les coûts d'élimination étant souvent basés sur le volume) ou pour maximiser la récupération de l'eau douce ou des sels. Les systèmes de traitement de la saumure peuvent également être optimisés pour réduire la consommation d'électricité, l'utilisation de produits chimiques ou l'empreinte physique.
Le traitement de la saumure est couramment utilisé lors du traitement des purges des tours de refroidissement, de l'eau produite du drainage par gravité assistée (Steam-assisted gravity drainage - SAGD) (en), de l'extraction du gaz naturel, des effluents de fracturation, des eaux usées alcalines, effluents des usines de pâtes et papiers et flux de déchets provenant de la transformation des aliments et des boissons.
Les technologies de traitement de la saumure peuvent comprendre: des procédés de filtration sur membrane, tels que l’osmose inverse; les processus d'échange d'ions tels que l'électrodialyse ou l'échange cationique acide faible; ou des procédés d'évaporation, tels que des concentrateurs de saumure et des cristalliseurs utilisant la recompression mécanique de la vapeur et la vapeur.
L'osmose inverse peut ne pas être viable pour le traitement de la saumure, en raison du risque d'encrassement causé par les sels de dureté ou les contaminants organiques, ou de l'endommagement des membranes d'osmose inverse par les hydrocarbures.
Les procédés d'évaporation sont les plus répandus pour le traitement de la saumure, car ils permettent d'obtenir le plus haut degré de concentration, aussi élevé que le sel solide. Ils produisent également les effluents les plus purs, même de qualité distillat. Les processus d'évaporation sont également plus tolérants aux composés organiques, aux hydrocarbures ou aux sels de dureté. Cependant, la consommation d'énergie est élevée et la corrosion peut être un problème car le moteur principal est l'eau salée concentrée. En conséquence, les systèmes d'évaporation utilisent généralement des matériaux en titane ou en acier inoxydable duplex.

#### Gestion de la saumure
La gestion de la saumure examine le contexte plus large du traitement de la saumure et peut prendre en compte les politiques et réglementations gouvernementales, la durabilité de l'entreprise, l'impact environnemental, le recyclage, la manutention et le transport, le confinement, la centralisation par rapport au traitement sur place, l’évitement et la réduction, les technologies et les aspects économiques. La gestion de la saumure soulève certains problèmes liés à la gestion des lixiviats et à la gestion plus générale des déchets.

### Enlèvement des solides
La plupart des solides peuvent être éliminés en utilisant des techniques simples de sédimentation, les solides étant récupérés sous forme de lisiers ou de boues. Des solides très fins et des solides dont la densité est proche de la densité de l’eau posent des problèmes particuliers. Dans ce cas, une filtration ou une ultrafiltration peut être requise. Bien que, la floculation puisse être utilisée, en utilisant des sels d'alun ou l'addition de polyélectrolytes. Les eaux usées provenant de la transformation des aliments industriels nécessitent souvent un traitement sur place avant de pouvoir être rejetées afin de prévenir ou de réduire les frais supplémentaires liés aux égouts. Le type d'industrie et les pratiques opérationnelles spécifiques déterminent les types d'eaux usées générés et le type de traitement requis. La réduction des matières solides telles que les déchets, les matières organiques et le sable est souvent un objectif du traitement des eaux usées industrielles. Parmi les moyens les plus courants de réduire les matières solides, citons la sédimentation primaire (clarification), la flottation à l’air dissous ou (DAF), la filtration sur bande (microscreening) et le tamisage.

### Huiles et élimination des graisses
L'élimination efficace des huiles et des graisses dépend des caractéristiques de l'huile en termes d'état de suspension et de taille des gouttelettes, ce qui affectera à son tour le choix de la technologie de séparation. Le pétrole dans les eaux usées industrielles peut être du pétrole léger, du pétrole lourd, qui a tendance à couler, et de l'huile émulsionnée, souvent appelée huile soluble. Les huiles émulsionnées ou solubles nécessiteront généralement un "craquage" pour libérer l'huile de son émulsion. Dans la plupart des cas, ceci est réalisé en abaissant le pH de la matrice d'eau.
La plupart des technologies de séparation auront une gamme optimale de tailles de gouttelettes d’huile pouvant être traitées efficacement.
L'analyse de l'eau huileuse pour déterminer la taille des gouttelettes peut être effectuée avec un analyseur de particules vidéo. Chaque technologie de séparation aura sa propre courbe de performance indiquant les performances optimales basées sur la taille des gouttelettes d’huile. les séparateurs les plus courants sont les réservoirs ou les fosses gravitaires, les séparateurs huile-eau API (API oil-water separators) ou les packs de plaques (plate packs), le traitement chimique via les DAF, les centrifugeuses, les filtres de milieu et les hydrocyclones.
Séparateurs API

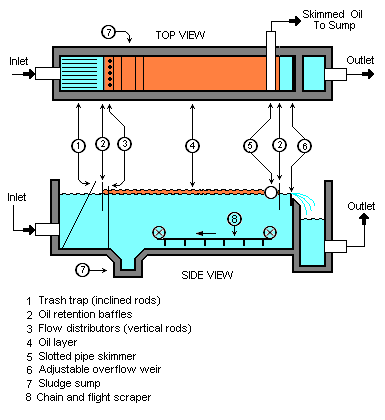
Un séparateur huile-eau typique API utilisé dans de nombreuses industries.

De nombreuses huiles peuvent être récupérées à partir de surfaces d'eau ouvertes en écrémant des dispositifs. Considéré comme un moyen fiable et peu coûteux d'éliminer l'huile, la graisse et d'autres hydrocarbures de l'eau, les récupérateurs d'huile peuvent parfois atteindre le niveau de pureté de l'eau souhaité. À d'autres moments, l'écrémage est également une méthode rentable pour éliminer la majeure partie de l'huile avant d'utiliser les filtres à membrane et les processus chimiques. Les écumoires empêchent les filtres de se tacher prématurément et réduisent les coûts des produits chimiques, car il y a moins d'huile à traiter.
Comme l'écrémage des graisses implique des hydrocarbures de viscosité plus élevée, les écumoires doivent être équipées de chaufferettes suffisamment puissantes pour évacuer le liquide de graissage. Si de la graisse flottante se forme en grumeaux ou en nattes solides, une barre de pulvérisation, un aérateur ou un appareil mécanique peut être utilisé pour faciliter le retrait.
Cependant, les huiles hydrauliques et la majorité des huiles qui se sont dégradées dans une certaine mesure auront également un composant soluble ou émulsifié qui nécessitera un traitement supplémentaire pour être éliminé. Dissoudre ou émulsionner l'huile à l'aide d'agents tensioactifs ou de solvants aggrave généralement le problème plutôt que de le résoudre, produisant des eaux usées plus difficiles à traiter.
Les eaux usées des industries à grande échelle telles que les raffineries de pétrole, les usines pétrochimiques, les usines chimiques et les usines de traitement du gaz naturel contiennent généralement des quantités brutes de pétrole et de matières en suspension. Ces industries utilisent un appareil connu sous le nom de API oil-water separator qui est conçu pour séparer l'huile et les solides en suspension de leurs effluents d'eaux usées. Le nom vient du fait que ces séparateurs sont conçus conformément aux normes publiées par l’American Petroleum Institute (API),.
Le séparateur API est un dispositif de séparation par gravité conçu à l'aide de la loi de Stokes pour définir la vitesse d'élévation des gouttelettes d'huile en fonction de leur densité et de leur taille. La conception est basée sur la différence de densité entre l'huile et les eaux usées, car cette différence est beaucoup plus petite que la différence de densité entre les solides en suspension et l'eau. Les solides en suspension se déposent au fond du séparateur en tant que couche de sédiments, l'huile monte au sommet du séparateur et les eaux usées nettoyées constituent la couche intermédiaire entre la couche d'huile et les solides.
Généralement, la couche d'huile est enlevée et ensuite retraitée ou éliminée, et la couche de sédiments du fond est enlevée par une raclette à chaîne et à volée (ou un dispositif similaire) et une pompe à boues. La couche d'eau est soumise à un traitement supplémentaire pour l'élimination supplémentaire de toute huile résiduelle et ensuite à un type quelconque d'unité de traitement biologique pour l'élimination des composés chimiques dissous indésirables.

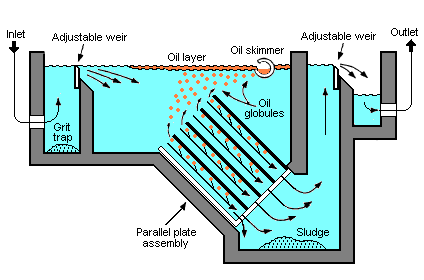
Un séparateur à plaques parallèles typique

Les séparateurs à plaques parallèles (Parallel plate separator) sont similaires aux séparateurs API, mais ils comprennent des assemblages à plaques parallèles inclinées (également appelés packs parallèles). Les plaques parallèles fournissent plus de surface pour que les gouttelettes d’huile en suspension fusionnent en de plus gros globules. De tels séparateurs dépendent encore de la gravité spécifique entre l'huile en suspension et l'eau. Cependant, les plaques parallèles améliorent le degré de séparation huile-eau. Il en résulte qu'un séparateur à plaques parallèles nécessite beaucoup moins d'espace qu'un séparateur API conventionnel pour obtenir le même degré de séparation.
Séparateurs d'hydrocyclone
Les hydrocyclones fonctionnent sur le processus où les eaux usées pénètrent dans la chambre du cyclone et sont soumises à des forces centrifuges extrêmes supérieures à 1000 fois la force de gravité. Cette force provoque la séparation des gouttelettes d’eau et d’huile. L'huile séparée est déchargée d'une extrémité du cyclone où l'eau traitée est évacuée par l'extrémité opposée pour un traitement, une filtration ou une évacuation supplémentaires.

### Enlèvement des matières organiques biodégradables
La matière organique biodégradable d'origine végétale ou animale est généralement possible de traiter en utilisant des procédés de traitement des eaux usées classiques tels que la boue activée ou le filtre à ruissellement,. Des problèmes peuvent survenir si les eaux usées sont trop diluées avec de l'eau de lavage ou si elles sont fortement concentrées, telles que du sang ou du lait non dilué. La présence d'agents de nettoyage, de désinfectants, de pesticides ou d'antibiotiques peut avoir des effets néfastes sur les processus de traitement.

#### Processus de boues activées

Un diagramme généralisé d'un processus de boues activées.

La boue activée est un procédé biochimique de traitement des eaux usées et des eaux usées industrielles qui utilise de l'air (ou de l'oxygène) et des microorganismes pour oxyder biologiquement les polluants organiques, produisant une boue résiduaire contenant le matériel oxydé. En général, un procédé à boues activées comprend:
- Un bassin d'aération où l'air (ou l'oxygène) est injecté en fond de capacité des eaux usées. Le milieu biologique peut être libre dans les eaux ou fixe sur des supports eux-mêmes mobiles ou fixes. Une dite technique MBBR pour Moving Bed Biofilm Reactor ou Bio Réacteur à lit mobile est un procédé dont les micro organismes sont fixées sur des supports mobiles captifs de la capacité de traitement.
- Un décanteur (généralement appelé clarificateur ou "décanteur" - clarifier or settler) pour permettre aux boues de décantation de se déposer. Une partie des boues résiduaires est recyclée dans le bassin d'aération et les boues résiduelles sont éliminées pour un traitement ultérieur et une élimination finale.

#### Processus de filtrage

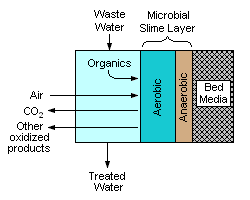
Coupe transversale schématique de la face de contact du support dans un filtre à ruissellement

Un système de filtrage complet complet

Un filtre à ruissellement consiste en un lit de roches, de gravier, de laitier, de tourbe ou de matière plastique sur lequel les eaux usées s'écoulent vers le bas et entrent en contact avec une couche (ou un film) de boue microbienne recouvrant le substrat. Les conditions aérobies sont maintenues par circulation d'air forcée dans le lit ou par convection naturelle de l'air. Le procédé implique l'adsorption de composés organiques dans les eaux usées par la couche de vase microbienne, la diffusion de l'air dans la couche de vase pour fournir l'oxygène nécessaire à l'oxydation biochimique des composés organiques. Les produits finaux comprennent gaz carbonique, eau et autres produits de l'oxydation. Lorsque la couche de vase s'épaissit, il devient difficile pour l'air de pénétrer dans la couche et une couche anaérobie interne se forme.
Les composants fondamentaux d'un système de filtrage complet sont les suivants:
- Un lit de milieu filtrant sur lequel une couche de vase microbienne est favorisée et développée.<
- Une enceinte ou un conteneur qui abrite le lit de média filtrant.
- Un système de distribution du flux d'eaux usées sur le média filtrant.
- Un système pour enlever et éliminer toute boue de l'effluent traité.

Le traitement des eaux usées ou d’autres eaux usées avec des filtres à ruissellement est l’une des technologies de traitement les plus anciennes et les mieux caractérisées.
Un filtre à ruissellement est aussi souvent appelé filtre à ruissellement, biofiltre à ruissellement, biofiltre, filtre biologique ou filtre biologique à ruissellement. (trickle filter, trickling biofilter, biofilter, biological filter or biological trickling filter.)

### Enlèvement d'autres matières organiques
Les matières organiques synthétiques, y compris les solvants, les peintures, les produits pharmaceutiques, les pesticides, les produits issus de la production de coke, etc., peuvent être très difficiles à traiter. Les méthodes de traitement sont souvent spécifiques au matériau traité. Les méthodes comprennent le processus d'oxydation avancé, la distillation, l'adsorption, la vitrification, l'incinération, l'immobilisation chimique ou la mise en décharge. Certains matériaux, tels que certains détergents, peuvent entraîner une dégradation biologique et, dans ce cas, une forme modifiée de traitement des eaux usées peut être utilisée.

### Enlèvement des acides et des alcalis
Les acides et les alcalis peuvent généralement être neutralisés dans des conditions contrôlées. La neutralisation produit fréquemment un précipité qui nécessitera un traitement en tant que résidu solide pouvant également être toxique. Dans certains cas, des gaz peuvent être dégagés nécessitant un traitement pour le flux de gaz. Certaines autres formes de traitement sont généralement requises après la neutralisation.
Les flux de déchets riches en ions de dureté provenant des processus de désionisation peuvent facilement perdre les ions de dureté dans une accumulation de sels de calcium et de magnésium précipités. Ce processus de précipitation peut entraîner une fourrage  (furring) importante des tuyaux et, dans des cas extrêmes, provoquer le blocage des tuyaux d'évacuation. Dans les années 1970, un tuyau de vidange marin industriel de 1 mètre de diamètre desservant un important complexe chimique était bloqué par de tels sels. Le traitement consiste à concentrer les eaux usées de désionisation et à les mettre en décharge ou à gérer avec soin le pH des eaux usées rejetées.

### Enlèvement des matières toxiques
Les matières toxiques, y compris de nombreuses matières organiques, les métaux (zinc, argent, cadmium, thallium, etc.), les acides, les alcalis, les éléments non métalliques (tels que l'arsenic ou le sélénium) résistent généralement aux processus biologiques, sauf s'ils sont très dilués. Les métaux peuvent souvent être précipités en modifiant le pH ou en les traitant avec d’autres produits chimiques. Beaucoup, cependant, résistent au traitement ou à l'atténuation et peuvent nécessiter une concentration suivie d'une mise en décharge ou d'un recyclage. Les composés organiques dissous peuvent être incinérés dans les eaux usées par le processus d'oxydation avancé.

#### Capsules intelligentes
L'encapsulation moléculaire est une technologie susceptible de fournir un système d'élimination recyclable du plomb et des autres ions des sources polluées. Les nano-, micro- et milli- capsules, dont les tailles se situent respectivement entre 10 nm et 1 μm, 1 μm-1 mm et> 1 mm, sont des particules ayant un réactif actif (noyau) entouré d'un support (coque). Il existe trois types de capsules à l'étude: gélules à base d'alginate, nanotubes de carbone, gélules gonflantes en polymère. Ces capsules fournissent un moyen possible de remédier à l’eau contaminée.

## Voir également
- Best management practice for water pollution (BMP)
- List of waste water treatment technologies
- Eau purifiée (pour usage industriel)
- Purification de l'eau (pour l'eau potable)